# Quận của tỉnh Haute-Vienne
3 quận của tỉnh Haute-Vienne gồm:
1. Quận Bellac, (quận lỵ: Bellac) với 8 tổng và 63 xã. Dân số của quận này là 42.687 người năm 1990, 40.120 người năm 1999, tăng trưởng dân số là 6.01%.
2. Quận Limoges, (tỉnh lỵ của tỉnh Haute-Vienne: Limoges) với 28 tổng và 108 xã. Dân số của quận này là 274.643 người năm 1990, và 278.439 người năm 1999, tăng trưởng dân số là 1.38%.
3. Quận Rochechouart, (quận lỵ: Rochechouart) với 6 tổng và 30 xã. Dân số của quận này là 36.263 người năm 1990, và 35.334 người năm 1999, tăng trưởng dân số là 2.56%.